# Giancarlo Polidori
Giancarlo Polidori, nascido a 30 de outubro de 1943 em Sassoferrato, foi um ciclista profissional italiano que foi profissional desde 1966 a 1976.

## Palmarés
| 1968 - Giro de Lazio 1969 - 1 etapa da Tirreno-Adriático - 1 etapa do Giro d'Italia - 1 etapa do Giro di Sardegna 1970 - G. P. Montelupo - 1 etapa do Giro di Sardegna 1971 - Giro do Veneto - Giro de Toscana - Tre Valli Varesine - 1 etapa da Tirreno-Adriático | 1972 - Sassari-Cagliari - 2 etapas do Tour de Romandia - 1 etapa da Volta à Suíça 1973 - Tour de Umbría - 1 etapa do Tour de Romandia 1974 - Sassari-Cagliari |

## Resultados nas grandes voltas
| Carreira           | 1966 | 1967 | 1968 | 1969 | 1970 | 1971 | 1972 | 1973 | 1974 | 1975 | 1976 |
| ------------------ | ---- | ---- | ---- | ---- | ---- | ---- | ---- | ---- | ---- | ---- | ---- |
| Giro d'Italia      | Ab.  | 30º  | 35º  | 31º  | 29º  | 18º  | 58º  | 62º  | Ab.  | 36º  | 79º  |
| Tour de France     | -    | 22º  | -    | Ab.  | 73º  | -    | -    | -    | -    | -    | -    |
| Volta a Espanha    | -    | -    | -    | -    | -    | -    | -    | -    | -    | -    | -    |
| Mundial em Estrada | -    | -    | -    | -    | -    | 4º   | 30º  | 21º  | -    | -    | -    |

-: não participa

Ab.: abandono